# 리키니우스-섹스티우스 법
리키니우스 섹스티우스 법(라틴어: leges Liciniae Sextiae)은 고대 로마에서 기원전 367년에 호민관 가이우스 리키니우스 스톨로와 루키우스 섹스티우스 라테라누스에 의해 제안되어 제정된 법이다. 통상적으로 리키니우스 법이라고도 불린다. 이 법의 이름은 두 명의 제안자의 이름에서 따왔다. 로마 공화정 전반기의 귀족인 파트리키와 평민인 플레브스 사이의 신분 투쟁에서 획기적이며 중요한 전환점이 되었다.

## 내용
티투스 리비우스에 따르면, 내용은 다음과 같다.
- 트리부누스 밀리툼 콘술라리 포테스타테(Tribuni militum consulari potestate)를 폐지하고, 콘술(집정관)을 부활시킨다. 콘술 중 하나는 플레브스에서 선출되어야 한다.
- 누구든지 500 유게라 이상의 토지를 보유해서는 안 된다.[1]
- 채무자가 이미 지불한 이자는 원금에서 공제된다. 그리고 잔액을 3년 균등 분할 납부한다.

## 의의
이 법에 따라 채무 문제에 관해서 플레브스의 구제를 도모했을 뿐만 아니라 공유지 점유 제한으로 인해 부유층에 의한 사실상의 대토지 소유가 억제되었다. 이 공유지의 면적 제한은 이후 그라쿠스 형제의 개혁 때 다시 제기되게 되었다.
또한 이러한 로마의 신분 투쟁의 역사에서 중요한 지위였던 콘술 중 1명을 플레브스에서 선출하도록 한 것이었다. 로마의 최고 정무 관직은 2명의 콘술이었지만, 그 지위는 오랫동안 파트리키에만 한정되어 있었고, 플레브스는 배제되어 있었다. 기원전 367년 당시는 플레브스도 취임 가능한 트리부누스 밀리툼 콘술라리 포테스타테(집정관 권한의 군사 담당관)가 콘술 대신 최고의 정무 관직을 차지하고 있었지만, 이 직분은 통치권은 주어진 않았다. 또한 그 수도 3명 내지 4명에서 6명까지 많았다. 리키니우스 섹스티우스 법은 콘술 제도를 부활시켜 통치권 보유자의 길을 플레브스에게도 열어주었다.

## 같이 보기
- 12표법
- 호르텐시우스 법